# Guerzni (dromadaire)
Le Guerzni est une race de dromadaire domestique originaire du Maroc, élevé pour sa viande.

## Présentation
La Guerzni est l'une des deux races principales de dromadaires du pays avec la Marmouri.
Élevés en troupeau par les peuples nomades dans le sud du pays, les animaux servent à la production de viande,. Son taux de croissance est plus élevé que chez la Marmouri.
Les animaux sont de petite taille. Le mâle atteint en moyenne 168 cm au garrot pour un poids compris entre 400 et 500 kg. Le pelage est d'une couleur brune, proche de celle du bois de teck.
Le Guerzni est plus résistant dans un environnement difficile comparé aux autres races. Mais les chamelles ont une faible production de lait (2,5 kg par jour) et des mamelles peu développées, les rendant peu adaptées à la production de lait,,.

## Croisement
Le croisement entre un chameau Guerzni et une chamelle Marmouri donne le Khouari, une autre race marocaine.

## Génétique
Une étude génétique sur les camélidés marocains a mis en évidence une faible différence génétique entre la Guerzni et la Marmouri (et la Khouari), démontrant qu'ils descendent d'une même population à l'origine.